# Okręg wyborczy Burnley
Okręg wyborczy Burnley powstał w 1868 r. i wysyła do brytyjskiej Izby Gmin jednego deputowanego. Okręg obejmuje miasto Burnley w hrabstwie Lancashire.

## Deputowani do brytyjskiej Izby Gmin z okręgu Burnley
- 1868–1876: Richard Shaw, Partia Liberalna
- 1876–1887: Peter Rylands, Partia Liberalna
- 1887–1889: John Slagg, Partia Liberalna
- 1889–1893: Jabez Balfour, Partia Liberalna
- 1893–1900: Philip Stanhope, Partia Liberalna
- 1900–1906: William Mitchell, Partia Konserwatywna
- 1906–1910: Frederick Maddison, Partia Pracy
- 1910–1910: Gerald Archibald Arbuthnot, Partia Konserwatywna
- 1910–1918: Philip Morrell, Partia Liberalna
- 1918–1924: Dan Irving, Partia Pracy
- 1924–1931: Arthur Henderson, Partia Pracy
- 1931–1935: Gordon Campbell(inne języki), Narodowa Partia Liberalna
- 1935–1959: Wilfrid Burke, Partia Pracy
- 1959–1983: Dan Jones, Partia Pracy
- 1983–2005: Peter Pike, Partia Pracy
- 2005–2010: Kitty Ussher, Partia Pracy
- 2010–2015: Gordon Birtwistle, Liberalni Demokraci
- 2015–2019: Julie Cooper, Partia Pracy
- 2019–2024: Antony Higginbotham, Partia Konserwatywna
- od 2024: Oliver Ryan(inne języki), Partia Pracy